# Ptychoramphus
Ptychoramphus is een geslacht van vogels uit de familie alken (Alcidae). Het geslacht telt één soort.

## Soorten
- Ptychoramphus aleuticus – Cassins alk